# 說郛
《說郛》，元末陶宗儀編纂，共100卷。
《說郛》即五經眾說，書名取揚子語“天地萬物郭也，五經眾說郛也”。《說郛》收集秦漢至宋元名家作品，如百家雜記、筆記、詩話等，顺治四年（1647年）編成，共搜集古籍1292种，条目數萬，有经史传记、百氏杂书、考古博物、山川风土、虫鱼草木、诗词评论等。書成不久陶宗儀病逝，抄本多被松江文士收藏。杨维桢为之序：“学者得是书，开所闻扩所见者多矣。”《四库提要》评：“是书实仿曾慥《类说》之例，每篇略存大概，不必求全。多历代史志所不载”。
《說郛》一書輾轉流傳，卷多散佚，成化十七年（1481年），郁文博在龚某家借得此書，閱罷後以為“是书搜集万事万物，备载无遗，有益后人。”又覺字多訛誤，遂補為一百卷。已非陶宗仪之旧。明代景泰年間校刊《說郛》120卷。清初陶珽編有120卷本，是今世通行本，但錯誤很多，又非郁文博之旧。清初江南書坊取《說郛》舊版，分類重編為《錦囊小史》、《群芳清玩》等書。還有《續說郛》46卷本，收集有名家著述527种。
1990年8月，上海古籍出版社集陶宗仪版《說郛》、陶珽版《說郛》120卷本和《续说郛》46卷本，影印出版，定名為《说郛》三种。